# Zelfdragende carrosserie
Een zelfdragende carrosserie is een constructiewijze voor moderne personenauto's en bussen, waarbij de wielophangingen direct aan de carrosserie worden bevestigd. Dit in tegenstelling tot (meestal) oudere auto's, vrachtwagens en jeeps, die op een apart chassis zijn opgebouwd. Een carrosserie die zelfdragend is heeft geen chassis nodig omdat de carrosserie zelf over voldoende sterkte beschikt om alle belastingen op te vangen.

## Uitvoeringen
Er bestaan diverse uitvoeringen van een zelfdragende carrosserie:
- buizenframe, bekleed met buitenbeplating
- spaceframe, bekleed met buitenbeplating
- monocoque

### Buizenframe

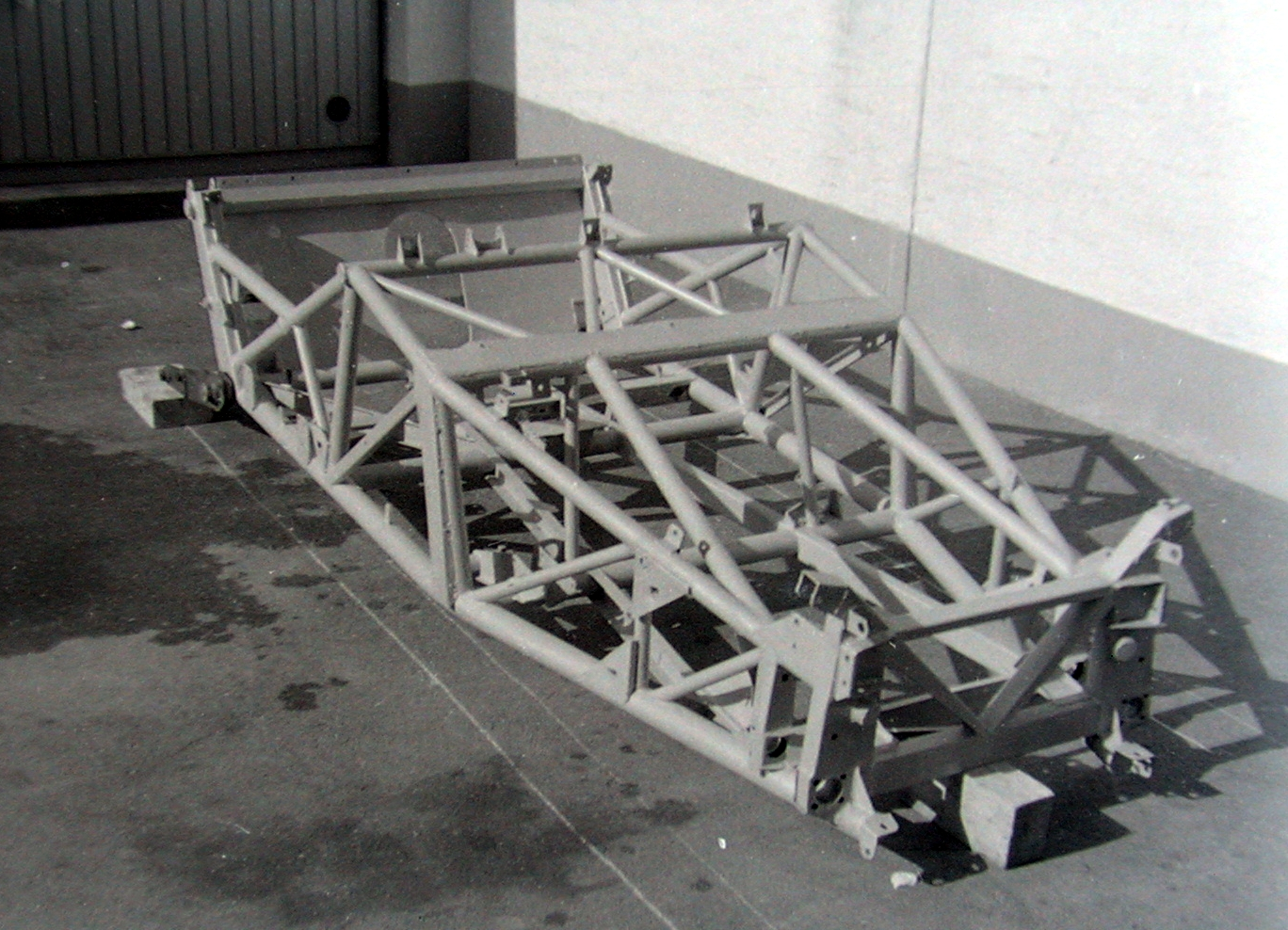
Buizenframe Jaguar C-Type (1951)

Een buizenframe is een ruimtelijk vakwerk, opgebouwd uit driehoekige frames, waaraan de sterkte ontleend wordt: buig- en torsiebelastingen worden omgezet in trek- en drukkrachten in lengterichting van de staven. Op het buizenframe van een auto wordt een lichte carrosserie uit aluminium of kunststof aangebracht, die echter niet aan de sterkte van het voertuig bijdraagt.
Als materiaal voor een buizenframe is er keuze uit buizen (rond of rechthoekig), maar ook profielen uit staal, aluminium en rvs, en bij speciale constructies ook uit met koolstofvezel versterkte kunststoffen, of hout. Voor de knooppunten worden smeed- en gietstukken of ook machinaal bewerkte delen uit staal of aluminium ingezet.
Buizenframes worden gebruikt bij kleine seriegrootte, speciaal voor de productie van sportwagens, maar ook voor bussen en motoren.
Sportwagens met een buizenframe zijn b.v. Mercedes-Benz 300 SL, Porsche 550 A, Lotus Seven en de Lamborghini Countach.
Ook de NASCAR-racewagens worden uitsluitend gebouwd met een buizenframe.

### Spaceframe

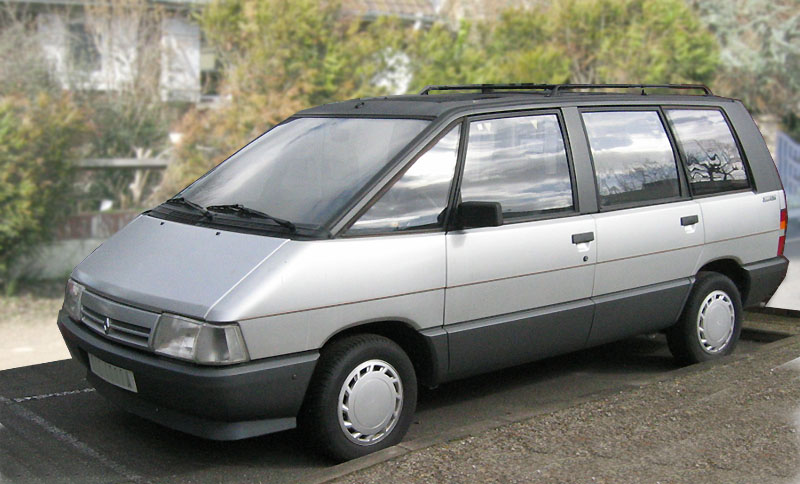
Renault Espace 1 met Space Frame (1984)

Een spaceframe is een samenstelling van kokerprofielen, van gepuntlaste stalen persdelen, die het geraamte van de carrosserie vormen, die vervolgens bekleed wordt met glasvezelverstekte polyester buitendelen. Deze constructie wordt met name toegepast voor middelgrote series, omdat de investeringen in persgereedschappen beperkt kunnen blijven. De gereedschapskosten van de kunststof buitendelen zijn aanmerkelijk lager dan die voor stalen persdelen. Verder voordeel van de kunststof buitenbeplating is de ongevoeligheid voor kleine deuken en corrosie. Door ook het spaceframe thermisch te galvaniseren wordt het ongevoelig voor roest. Dit verzinken zorgt verder voor het "dichtsolderen" van de puntlasnaden, waardoor de stijfheid van het spaceframe nog aanmerkelijk wordt verhoogd. Voorbeelden zijn: Matra Murena (1980), Pontiac Fiero (1984), Renault Espace I (1984), Pontiac Trans Sport (1989).
Een tweede versie van een spaceframe is de aluminium versie. Dit frame wordt samengesteld uit aluminium extrusieprofielen, die aan elkaar gelast worden, of verbonden worden door middel van smeed- of gietstukken, net als bij een buizenframe. Voordeel van deze aluminium profielen is dat het roestprobleem definitief tot het verleden zou moeten behoren (hoewel echter ook aluminium onder bepaalde omstandigheden kan corroderen) en de lage investeringskosten voor de matrijzen. Ook deze versie kan worden voorzien van een buitenbeplating van kunststof panelen, maar ook van aluminium panelen.
- In 1985 presenteerde het Nederlandse Duvedec een conceptstudie om op een goedkope manier een auto te produceren in lage aantallen. Het was een coupé-ontwerp, op basis van de Peugeot 204, genoemd "C 4.2" ofwel coupé for two. Het ontwerp toonde een aluminium spaceframe met gegoten knooppunten en buitenpanelen van glasvezelverstekt polyester.
- In 1994 werd de Audi A8 gepresenteerd, met een volledig aluminium carrosserie, met een ASF-frame (Audi Space Frame).
- In 1996 stelde de Nederlandse autofabrikant NedCar in een conceptstudie de "Access" voor, met een aluminium spaceframe en kunststof buitendelen, ontwikkeld door de Helmondse ontwikkelingsafdeling PD&E.
- Verdere voorbeelden zijn: Honda NSX, Ferrari 360, Lamborghini Gallardo

### Zelfdragende carrosserie

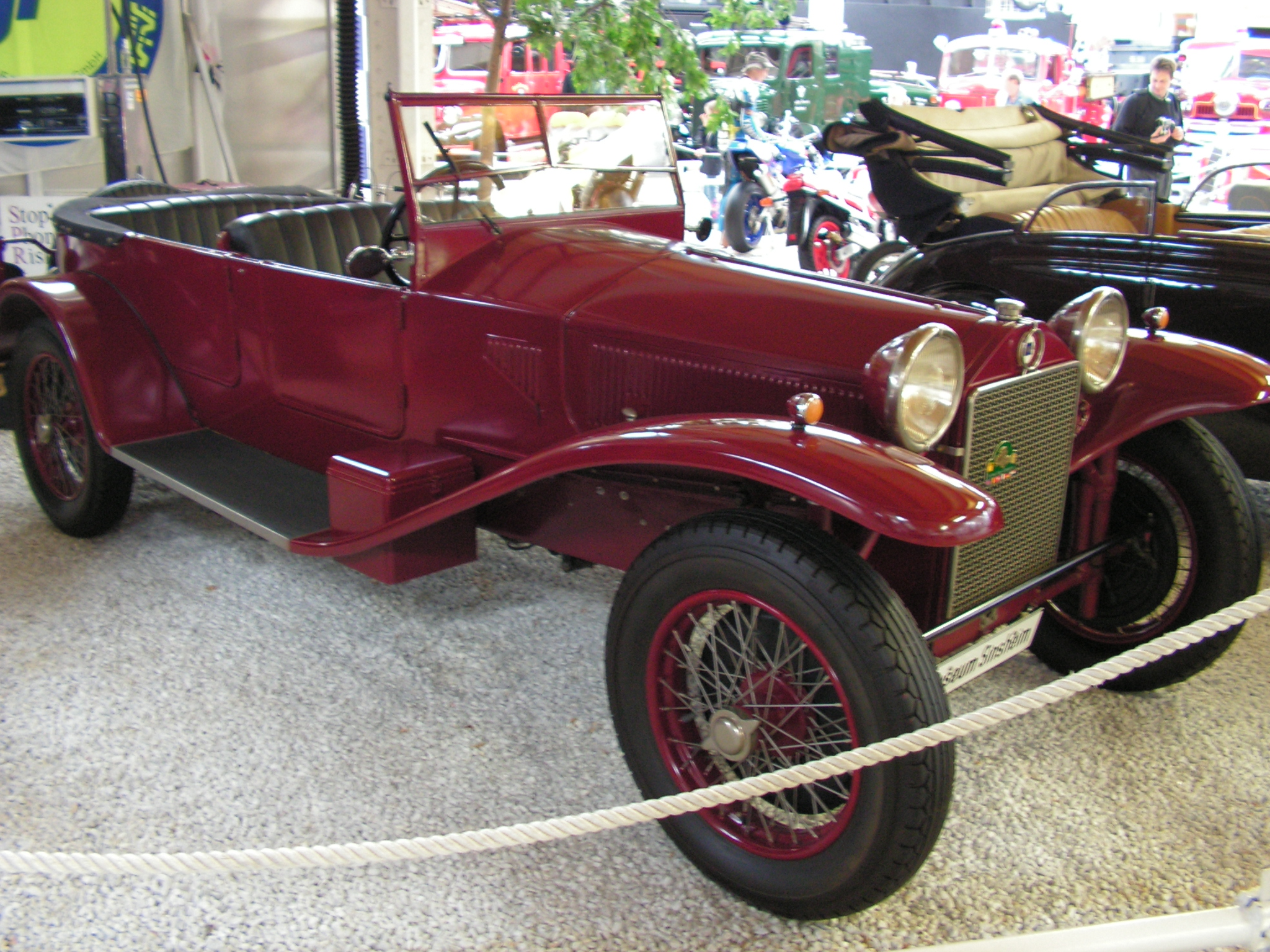
Lancia Lambda, met zelfdragende carrosserie (1922)

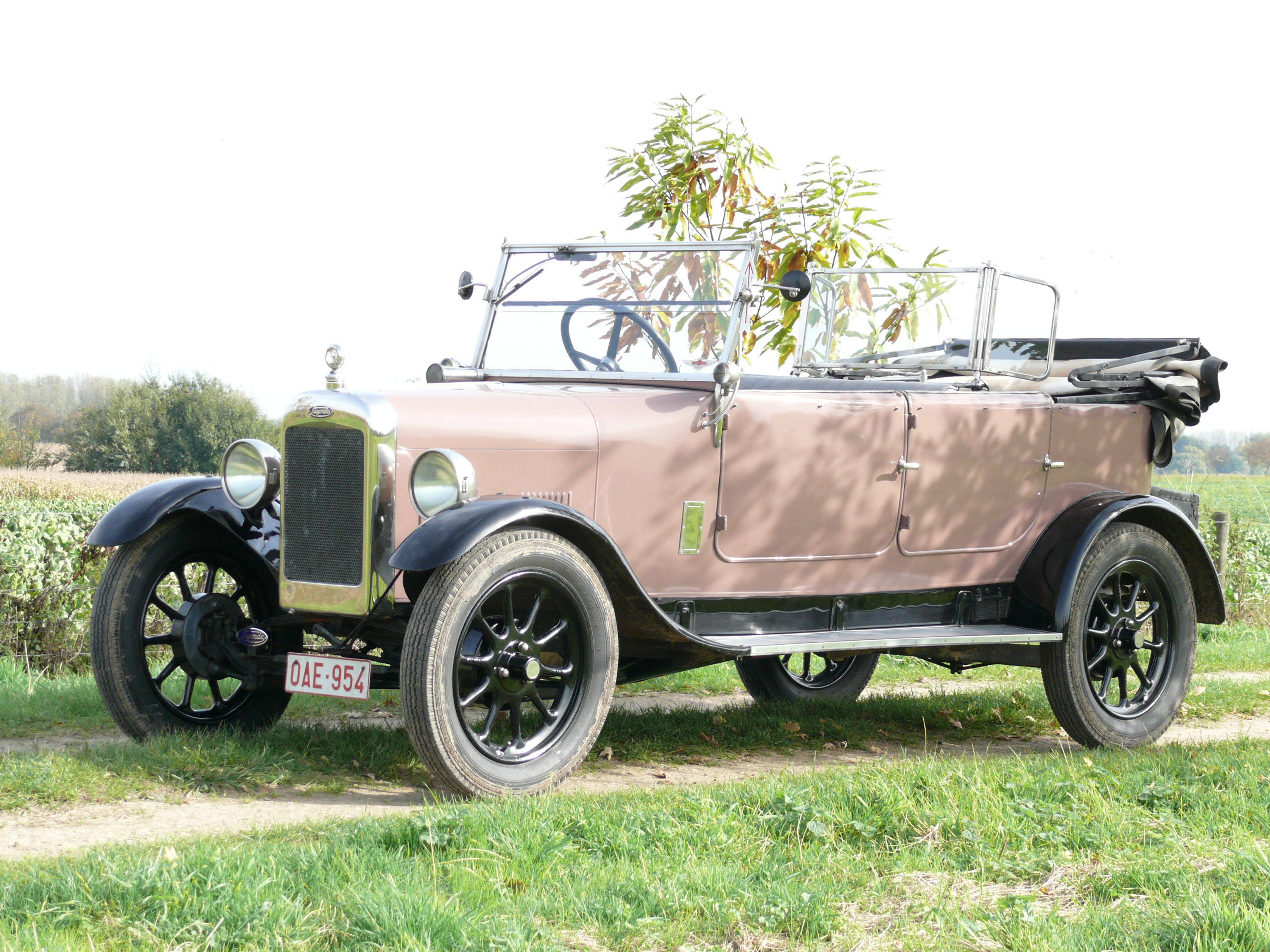
Lagonda 12-24LC met zelfdragende carrosserie

Moderne in grote aantallen geproduceerde auto’s hebben sinds het midden van de 20e eeuw meestal een uit bouwgroepen samengestelde, zelfdragende carrosserie (monocoque), die één structurele eenheid vormt.
Vóór die tijd had een apart chassis de dragende functie, waaraan aandrijving en wielophangingen bevestigd werden en waarop de "niet-dragende" carrosserie, die dus geen structurele taak had voor de opname van krachten, werd gemonteerd. Echter had Lagonda met de 11.1 uit 1913 de eerste zelfdragende carrosserie, deze bouw hielden ze tot 1926 aan.
De zelfdragende carrosserie is opgebouwd uit een aantal bouwgroepen van geperste plaatdelen: een bodemgroep, bestaande uit vloerplaten met versterkingen (de restanten van de langsliggers in een chassis), de zijwandsamenstellingen, het dak, en de benodigde dwarsverbindingen. De delen worden met elkaar verbonden door middel van puntlassen, voor het merendeel door robots aangebracht. Als losse delen worden later de deuren en kleppen gemonteerd. Tegenwoordig hebben ook de gelijmde ruiten een belangrijk aandeel in de stijfheid van de carrosserie.
Het onderste gedeelte van de zelfdragende carrosserie (de vloergroep) wordt ook wel platform genoemd. Hierin zitten in principe ook de kreukelzones aan voor en achterzijde. De aandrijving en wielophangingen worden vaak ook tot het platform gerekend. Het ontwikkelen van een goed, stabiel en uitgebalanceerd platform kost veel tijd en behoort onder meer daardoor tot de kostbaarste onderdelen van een ontwerp. Dat is de reden waarom één platformontwerp steeds vaker bij verschillende autotypes wordt toegepast. De investeringen voor een ontwerp kunnen zo gemakkelijker worden terugverdiend.
De ontwikkelingskosten en de complexiteit van de productie voor een zelfdragende stalen carrosserie zijn zó hoog dat de productieaantallen boven de honderdduizend per jaar moeten liggen, om de kosten voor met name de miljoenen kostende stalen persgereedschappen af te kunnen schrijven.

### Monocoque

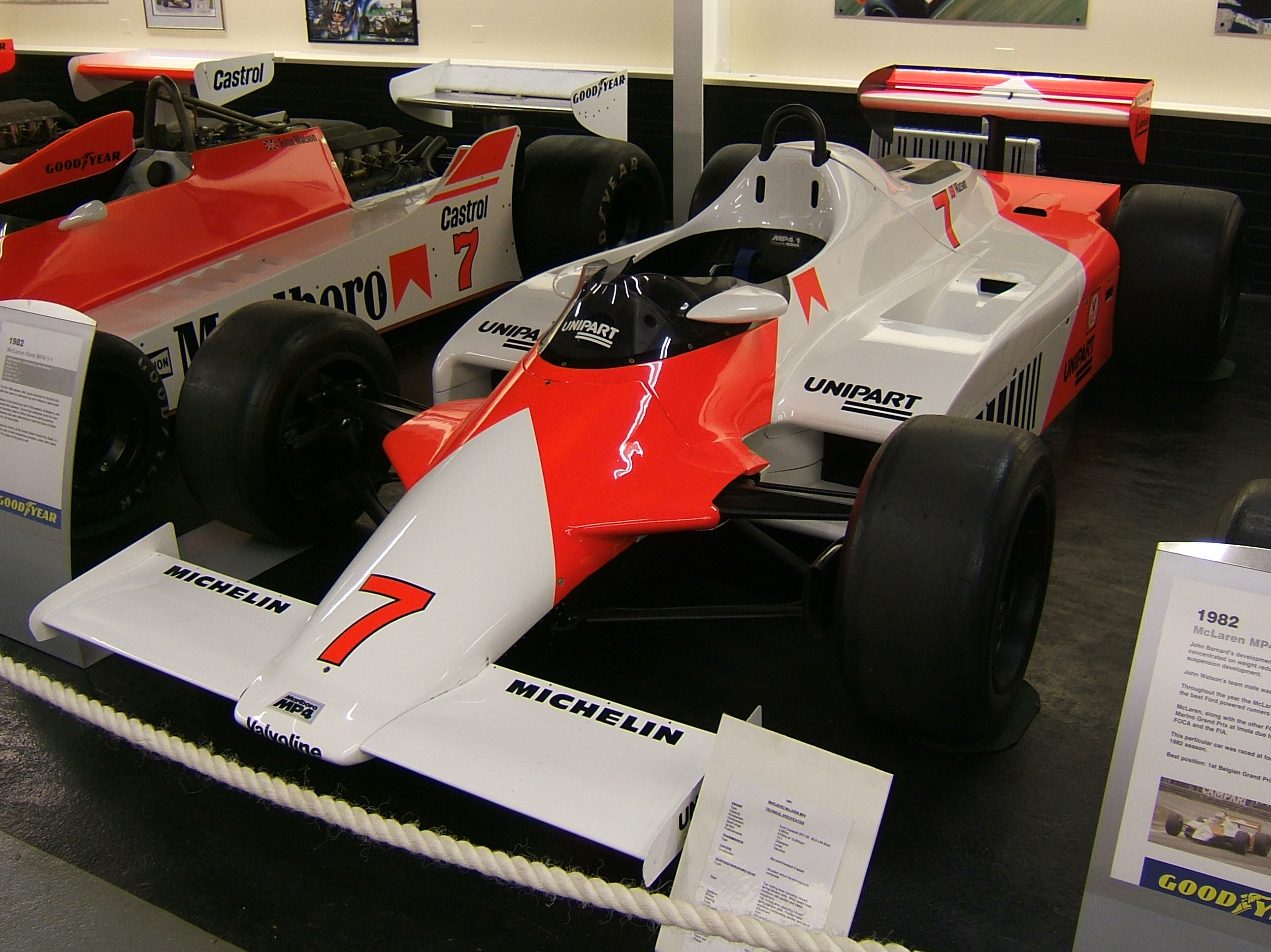
McLaren MP4/1, met een monocoque uit composietmateriaal (1981)

De monocoque is thans gemeengoed bij monoposto's (eenzitsraceauto's), zoals in de formule 1.
De McLaren MP4/1 uit 1981 gebruikte als eerste composietmateriaal voor een monocoque. Hiervoor worden vormdelen uit prepreg (o.a. kevlar en koolstofvezels) tot een monocoque samengesteld. Bij een hoge temperatuur en een overdruk in een oven wordt de hars uitgehard. Door de overdruk wordt het overschot aan hars afgevoerd, om het vezelgehalte en daarmee de sterkte te verhogen.
De monocoques uit composietmateriaal waren met hun lagere gewicht hun voorgangers uit aluminium in alle opzichten, gewicht, sterkte en stijfheid, verre de baas. Wel stelden de constructie en de productie totaal nieuwe en dure eisen aan de renstallen. Zo werden de eerste chassis nog door de luchtvaartindustrie vervaardigd en eerst na enige jaren waren alle teams in staat de monocoques zelf te vervaardigen. Ook deze techniek is slechts geschikt, met name door de hoge productkosten, voor het vervaardigen van enkele stuks.

## Trivia
- De naam van het autobusmerk Setra is afgeleid van selbsttragend, Duits voor zelfdragend.